# Discografia di Lazza
La discografia di Lazza, rapper, musicista e produttore discografico italiano, è costituita da quattro album in studio, tre mixtape, tre EP, quarantuno singoli e ventidue video musicali, pubblicati dal 2012.

## Album in studio
| Anno                                                         | Titolo | Classifiche | Classifiche | Certificazioni     |
| Anno                                                         | Titolo | ITA         | SWI         | Certificazioni     |
| ------------------------------------------------------------ | --- | ----------- | ----------- | ------------------ |
| 2017                                                         | Zzala - Pubblicato: 14 aprile 2017 - Etichetta: 333Mob - Formati: CD, download digitale, streaming                           | 3           | —           | - ITA: Oro         |
| 2019                                                         | Re Mida - Pubblicato: 1º marzo 2019 - Etichetta: Island, Universal Italia - Formati: CD, download digitale, streaming        | 1           | —           | - ITA: Platino (5) |
| 2022                                                         | Sirio - Pubblicato: 8 aprile 2022 - Etichetta: Island, Universal Italia - Formati: CD, LP, download digitale, streaming      | 1           | 12          | - ITA: Diamante    |
| 2024                                                         | Locura - Pubblicato: 20 settembre 2024 - Etichetta: Island, Universal Italia - Formati: CD, LP, download digitale, streaming | 1           | 7           | - ITA: Platino (4) |
| "—" indica una pubblicazione non classificata in quel paese. | |             |             |                    |

## Mixtape
| Anno                                                         | Titolo | Classifiche | Classifiche | Certificazioni     |
| Anno                                                         | Titolo | ITA         | SWI         | Certificazioni     |
| ------------------------------------------------------------ | --- | ----------- | ----------- | ------------------ |
| 2012                                                         | Destiny Mixtape - Pubblicato: 5 novembre 2012 - Etichetta: indipendente - Formati: download digitale             | —           | —           |                    |
| 2014                                                         | K1 Mixtape - Pubblicato: 29 dicembre 2014 - Etichetta: Blocco Recordz - Formati: download digitale               | —           | —           |                    |
| 2020                                                         | J - Pubblicato: 17 luglio 2020 - Etichetta: Island, Universal Italia - Formati: CD, download digitale, streaming | 1           | 45          | - ITA: Platino (2) |
| "—" indica una pubblicazione non classificata in quel paese. | |             |             |                    |

## Extended play
| Anno | Titolo |
| ---- | --- |
| 2019 | Re Mida (Piano Solo) - Pubblicato: 4 ottobre 2019 - Etichetta: Island, Universal Italia - Formati: CD, download digitale, streaming    |
| 2022 | Sirio (Concertos) - Pubblicato: 15 dicembre 2022 - Etichetta: Island, Universal Italia - Formati: download digitale, streaming         |
| 2025 | Locura (Jam + Opera) - Pubblicato: 6 giugno 2025 - Etichetta: Island, Universal Italia - Formati: CD, LP, download digitale, streaming |

## Singoli

### Come artista principale
| Anno                                                         | Titolo                                     | Classifiche | Classifiche | Certificazioni     | Album di provenienza |
| Anno                                                         | Titolo                                     | ITA         | SWI         | Certificazioni     | Album di provenienza |
| ------------------------------------------------------------ | ------------------------------------------ | ----------- | ----------- | ------------------ | -------------------- |
| 2012                                                         | Sofisticato                                | —           | —           |                    | Destiny Mixtape      |
| 2013                                                         | May Day                                    | —           | —           |                    | /                    |
| 2016                                                         | Wall Street Freestyle                      | —           | —           |                    | /                    |
| 2016                                                         | DDA                                        | 78          | —           | - ITA: Oro         | Zzala                |
| 2016                                                         | Super Santos Freestyle                     | —           | —           |                    | /                    |
| 2017                                                         | Fuego                                      | —           | —           |                    | /                    |
| 2017                                                         | Maleducati                                 | —           | —           |                    | Zzala                |
| 2017                                                         | Ouverture                                  | —           | —           |                    | Zzala                |
| 2017                                                         | MOB (feat. Nitro e Salmo)                  | 34          | —           | - ITA: Platino     | Zzala                |
| 2017                                                         | Lario                                      | 42          | —           | - ITA: Platino     | Zzala                |
| 2017                                                         | Diablo                                     | 35          | —           | - ITA: Oro         | /                    |
| 2018                                                         | Lario RMX (feat. Fabri Fibra)              | —           | —           |                    | /                    |
| 2018                                                         | Porto Cervo                                | 54          | —           | - ITA: Platino     | Re Mida              |
| 2019                                                         | Gucci Ski Mask (feat. Gué Pequeno)         | 25          | —           | - ITA: Oro         | Re Mida              |
| 2019                                                         | Netflix                                    | 19          | —           | - ITA: Platino     | Re Mida              |
| 2019                                                         | Ouver2re                                   | 18          | —           | - ITA: Oro         | Re Mida Aurum        |
| 2022                                                         | Ouv3rture                                  | 34          | —           | - ITA: Platino     | Sirio                |
| 2022                                                         | Molotov                                    | 8           | —           | - ITA: Platino (4) | Sirio                |
| 2022                                                         | Panico (feat. Takagi & Ketra)              | 2           | —           | - ITA: Platino (6) | Sirio                |
| 2022                                                         | 3 di cuori (con Anna)                      | 28          | —           | - ITA: Platino     | Lista 47             |
| 2023                                                         | Cenere                                     | 1           | 5           | - ITA: Platino (9) | Sirio                |
| 2023                                                         | Zonda                                      | 9           | —           | - ITA: Oro         | /                    |
| 2024                                                         | 100 messaggi                               | 1           | 43          | - ITA: Platino (4) | Locura               |
| 2024                                                         | Zeri in più (Locura) (feat. Laura Pausini) | 1           | —           | - ITA: Oro         | Locura               |
| 2024                                                         | Male da vendere                            | 15          | —           |                    | Locura               |
| 2024                                                         | OverFOURe                                  | 30          | –           |                    | Locura               |
| 2025                                                         | Buio davanti                               | 10          | —           | - ITA: Platino     | Locura               |
| "—" indica una pubblicazione non classificata in quel paese. |                                            |             |             |                    |                      |

### Come artista ospite
| Anno                                                         | Titolo                                                                   | Classifiche | Classifiche | Certificazioni     | Album di provenienza    |
| Anno                                                         | Titolo                                                                   | ITA         | SWI         | Certificazioni     | Album di provenienza    |
| ------------------------------------------------------------ | ------------------------------------------------------------------------ | ----------- | ----------- | ------------------ | ----------------------- |
| 2018                                                         | Gabbiano/Moonrock (Dani Faiv feat. Lazza)                                | —           | —           |                    | Fruit Joint + Gusto     |
| 2019                                                         | Montenapo (Gué Pequeno feat. Lazza)                                      | 29          | —           | - ITA: Oro         | Gelida estate EP        |
| 2019                                                         | Fiori (Giaime feat. Lazza)                                               | 44          | —           | - ITA: Platino     | /                       |
| 2020                                                         | Parola (Giaime feat. Lazza e Emis Killa)                                 | 14          | —           | - ITA: Platino     | Mula                    |
| 2020                                                         | Mister (Jack the Smoker feat. Lazza e Jake La Furia)                     | —           | —           |                    | Ho fatto tardi          |
| 2020                                                         | Gua10 (Thasup feat. Lazza)                                               | 15          | —           | - ITA: Oro         | 23 6451                 |
| 2022                                                         | Siri (Thasup feat. Lazza e Sfera Ebbasta)                                | 1           | 92          | - ITA: Platino (5) | Carattere speciale      |
| 2022                                                         | Caos (Fabri Fibra feat. Lazza e Madame)                                  | 2           | —           | - ITA: Platino (2) | Caos                    |
| 2022                                                         | Chiagne (Geolier feat. Lazza)                                            | 2           | —           | - ITA: Platino (4) | Il coraggio dei bambini |
| 2023                                                         | Bon ton (Drillionaire feat. Lazza, Blanco, Sfera Ebbasta e Michelangelo) | 1           | 87          | - ITA: Platino (5) | 10                      |
| 2023                                                         | Amore cane (Emma feat. Lazza)                                            | 23          | —           | - ITA: Oro         | Souvenir                |
| 2024                                                         | BBE (Anna feat. Lazza)                                                   | 4           | —           | - ITA: Platino (2) | Vera Baddie             |
| 2024                                                         | Exit (Sick Luke feat. Lazza e Duki)                                      | 43          | —           |                    | /                       |
| 2025                                                         | In auto alle 6:00 (Emis Killa feat. Lazza)                               | 20          | —           |                    | /                       |
| 2025                                                         | Step (Tony Boy feat. Lazza)                                              | 20          | —           |                    | Uforia                  |
| 2025                                                         | Amici come prima (Low Kidd feat. Lazza)                                  | 18          | —           |                    | OSTIL3                  |
| "—" indica una pubblicazione non classificata in quel paese. |                                                                          |             |             |                    |                         |

## Altri brani entrati in classifica
| Anno | Titolo                                     | Classifiche | Certificazioni     | Album di provenienza             |
| Anno | Titolo                                     | ITA         | Certificazioni     | Album di provenienza             |
| ---- | ------------------------------------------ | ----------- | ------------------ | -------------------------------- |
| 2017 | Origami                                    | 94          |                    | Zzala                            |
| 2019 | Per sempre                                 | 67          |                    | Re Mida                          |
| 2019 | Box logo (feat. Fabri Fibra)               | 24          | - ITA: Oro         | Re Mida                          |
| 2019 | Re Mida                                    | 34          | - ITA: Platino     | Re Mida                          |
| 2019 | Morto mai                                  | 38          | - ITA: Platino (4) | Re Mida                          |
| 2019 | Superman                                   | 55          | - ITA: Oro         | Re Mida                          |
| 2019 | 2 cellulari                                | 63          |                    | Re Mida                          |
| 2019 | Cazal (feat. Izi)                          | 30          | - ITA: Oro         | Re Mida                          |
| 2019 | 24H                                        | 61          | - ITA: Oro         | Re Mida                          |
| 2019 | Catrame (feat. Tedua)                      | 18          | - ITA: Platino (2) | Re Mida                          |
| 2019 | Povero te                                  | 80          |                    | Re Mida                          |
| 2019 | Desperado                                  | 92          |                    | Re Mida                          |
| 2019 | Iside (feat. Luchè)                        | 41          | - ITA: Platino     | Re Mida                          |
| 2019 | No selfie (feat. Giaime)                   | 96          |                    | Re Mida                          |
| 2019 | Bud Spencer (con Salmo)                    | 15          | - ITA: Oro         | Machete Mixtape 4                |
| 2019 | Ho paura di uscire 2 (con Salmo)           | 1           | - ITA: Platino (2) | Machete Mixtape 4                |
| 2019 | Sugar (con Salmo)                          | 18          | - ITA: Oro         | Machete Mixtape 4                |
| 2019 | Gigolò (feat. Sfera Ebbasta e Capo Plaza)  | 1           | - ITA: Platino (2) | Re Mida Aurum                    |
| 2019 | Dry (La mia ora)                           | 49          |                    | Re Mida Aurum                    |
| 2019 | Million Dollar (feat. Emis Killa)          | 32          | - ITA: Oro         | Re Mida Aurum                    |
| 2019 | Frio                                       | 71          |                    | Re Mida Aurum                    |
| 2020 | J                                          | 24          | - ITA: Platino     | J                                |
| 2020 | Alyx (feat. Capo Plaza)                    | 12          | - ITA: Platino     | J                                |
| 2020 | 2 tiri (feat. Thasup)                      | 6           | - ITA: Platino     | J                                |
| 2020 | Moncler (feat. Pyrex e Gué Pequeno)        | 28          |                    | J                                |
| 2020 | Mon amour (feat. Shiva)                    | 30          | - ITA: Oro         | J                                |
| 2020 | Slime (feat. Rondodasosa)                  | 22          | - ITA: Platino     | J                                |
| 2020 | Clean (feat. Tony Effe)                    | 26          | - ITA: Oro         | J                                |
| 2020 | Friend (feat. Shiva e Geolier)             | 32          | - ITA: Oro         | J                                |
| 2020 | L'erba voglio (Geordie) (feat. Emis Killa) | 37          |                    | J                                |
| 2020 | Limbo (feat. Gemitaiz)                     | 34          | - ITA: Oro         | J                                |
| 2021 | Mezzo sport (64 bars) (con Drillionaire)   | 77          | - ITA: Oro         | Red Bull 64 bars, the Album      |
| 2022 | Alibi                                      | 15          | - ITA: Platino     | Sirio                            |
| 2022 | Sogni d'oro                                | 16          | - ITA: Platino     | Sirio                            |
| 2022 | Bugia (feat. Tory Lanez)                   | 14          | - ITA: Oro         | Sirio                            |
| 2022 | Cinema                                     | 22          | - ITA: Platino     | Sirio                            |
| 2022 | Piove (feat. Sfera Ebbasta)                | 1           | - ITA: Platino (4) | Sirio                            |
| 2022 | Jefe                                       | 30          | - ITA: Oro         | Sirio                            |
| 2022 | Topboy (feat. Noyz Narcos)                 | 17          | - ITA: Platino     | Sirio                            |
| 2022 | Puto (feat. French Montana)                | 24          | - ITA: Oro         | Sirio                            |
| 2022 | Senza rumore                               | 26          | - ITA: Platino     | Sirio                            |
| 2022 | Nessuno (feat. Geolier)                    | 16          | - ITA: Platino (2) | Sirio                            |
| 2022 | 3 pali                                     | 32          | - ITA: Oro         | Sirio                            |
| 2022 | Uscito di galera                           | 9           | - ITA: Platino (5) | Sirio                            |
| 2022 | Nulla di                                   | 37          | - ITA: Platino     | Sirio                            |
| 2022 | Replay                                     | 47          | - ITA: Oro         | Sirio                            |
| 2022 | MI Anthem (con Salmo e Verano)             | 51          |                    | Blocco 181 - Original Soundtrack |
| 2024 | Abitudine                                  | 6           | - ITA: Oro         | Locura                           |
| 2024 | Fentanyl (feat. Sfera Ebbasta)             | 1           | - ITA: Oro         | Locura                           |
| 2024 | Certe cose                                 | 9           |                    | Locura                           |
| 2024 | -3 (perdere il volo) (feat. Marracash)     | 5           | - ITA: Oro         | Locura                           |
| 2024 | Ghetto Superstar (feat. Ghali)             | 3           | - ITA: Oro         | Locura                           |
| 2024 | Verdi nei viola                            | 7           |                    | Locura                           |
| 2024 | Canzone d'odio (feat. Lil Baby)            | 2           | - ITA: Platino     | Locura                           |
| 2024 | Casanova (feat. Artie 5ive)                | 8           |                    | Locura                           |
| 2024 | Estraneo (feat. Guè)                       | 16          |                    | Locura                           |
| 2024 | Hot                                        | 13          |                    | Locura                           |
| 2024 | Mezze verità (feat. Kid Yugi)              | 10          | - ITA: Oro         | Locura                           |
| 2024 | Safari                                     | 22          |                    | Locura                           |
| 2024 | Giorno da cani                             | 28          |                    | Locura                           |
| 2024 | Dolcevita                                  | 25          |                    | Locura                           |

## Collaborazioni
| Anno | Titolo                                         | Artista/i | Album di provenienza                  |
| ---- | ---------------------------------------------- | --- | ------------------------------------- |
| 2013 | Mi gira così                                   | Giaime feat. Gelo e Lazza                                                                                              | Blue Magic                            |
| 2014 | Balla col diavolo                              | Emis Killa feat. Lazza e Giso                                                                                          | Mercurio - 5 Stars Edition            |
| 2015 | B.Rex Bestie                                   | Emis Killa feat. Lazza                                                                                                 | Keta Music Vol. 2                     |
| 2015 | Bella idea                                     | Emis Killa feat. Lazza                                                                                                 | Keta Music Vol. 2                     |
| 2016 | Ricco mai                                      | Axos feat. Lazza | Mitridate                             |
| 2017 | Fahrenheit                                     | Nerone feat. Nex Cassel e Lazza                                                                                        | Hyper                                 |
| 2017 | Benvenuti a Milano                             | Bassi Maestro feat. Lazza, Lanz Khan, Pepito Rella e Axos                                                              | Mia maestà                            |
| 2017 | Ttozi                                          | Pepito Rella feat. Ensi e Lazza                                                                                        | Masquereal                            |
| 2017 | Houdini                                        | Night Skinny feat. Lazza                                                                                               | Pezzi                                 |
| 2018 | Passepartout                                   | Nitro feat. Lazza | No Comment                            |
| 2018 | BadRmx                                         | Zuno feat. Lazza | /                                     |
| 2018 | New Friends                                    | Low Kidd feat. Lazza                                                                                                   | 3 Indigo                              |
| 2019 | Think About It                                 | Hypno Carlito feat. Lazza                                                                                              | Never Cared                           |
| 2019 | Il mondo chico                                 | Ernia feat. Lazza | 68 (Till the End)                     |
| 2019 | Male o bene                                    | Beba feat. Lazza | /                                     |
| 2019 | Mattoni                                        | Night Skinny feat. Noyz Narcos, Shiva, Speranza, Gué Pequeno, Achille Lauro, Geolier, Lazza, Ernia, Side Baby e Taxi B | Mattoni                               |
| 2019 | Rapper Posse Track                             | Ensi feat. Lazza, Danno, Clementino, Jack the Smoker e Agent Sasco                                                     | Clash Again                           |
| 2019 | Charles Manson (buon Natale 2)                 | Salmo feat. Dani Faiv, Nitro e Lazza                                                                                   | Playlist Live                         |
| 2019 | Vado a ballare da sola                         | Elodie feat. Lazza e Low Kidd                                                                                          | This Is Elodie                        |
| 2020 | Okay?!                                         | Nitro feat. Lazza | GarbAge                               |
| 2020 | Sport + muscoli (RMX)                          | Marracash feat. Luchè, Lazza, Paky e Taxi B                                                                            | Persona                               |
| 2020 | Machete Mob                                    | Dani Faiv feat. Lazza, Nitro, Hell Raton e Jack the Smoker                                                             | Scusate se esistiamo                  |
| 2020 | Pussy                                          | Dark Polo Gang feat. Lazza e Salmo                                                                                     | Dark Boys Club                        |
| 2020 | Zero+Zero                                      | DrefGold feat. Lazza                                                                                                   | Elo                                   |
| 2020 | Party HH                                       | Tedua feat. Lazza | Vita vera mixtape                     |
| 2020 | Puro Sinaloa                                   | Ernia feat. Tedua, Rkomi e Lazza                                                                                       | Gemelli                               |
| 2020 | Medellin                                       | Gué Pequeno feat. Lazza                                                                                                | Mr. Fini                              |
| 2020 | Euro dollari                                   | Zuno feat. Lazza | /                                     |
| 2020 | Narcos (remix)                                 | Geolier feat. Lazza | Emanuele (Marchio registrato)         |
| 2020 | No Insta                                       | Emis Killa e Jake La Furia feat. Lazza                                                                                 | 17                                    |
| 2020 | Gli amici miei                                 | Emis Killa e Jake La Furia feat. Lazza                                                                                 | 17                                    |
| 2020 | Weekend                                        | Slait e Young Miles feat. Lazza, Madame e Massimo Pericolo                                                             | Bloody Vinyl 3                        |
| 2020 | Bloody Bars - Studiomob                        | Slait e Young Miles feat. Lazza                                                                                        | Bloody Vinyl 3                        |
| 2020 | Bloody Bars - Drilluminazione                  | Slait, Young Miles, Thasup e Low Kidd feat. Charlie KDM, Hell Raton e Lazza                                            | Bloody Vinyl 3                        |
| 2021 | Alex                                           | Gué Pequeno e DJ Harsh feat. Lazza e Salmo                                                                             | Fastlife 4                            |
| 2021 | Ke Lo Ke                                       | Tony Effe feat. Lazza e Gazo                                                                                           | Untouchable                           |
| 2021 | Morto di fame                                  | Emis Killa feat. Lazza                                                                                                 | Keta Music Vol. 3                     |
| 2021 | Lazza x Fumez the Engineer - Plugged In, pt. 1 | Fumez the Engineer feat. Lazza                                                                                         | /                                     |
| 2021 | Lazza x Fumez the Engineer - Plugged In, pt. 2 | Fumez the Engineer feat. Lazza                                                                                         | /                                     |
| 2022 | Colpiscimi                                     | Irama feat. Lazza | Il giorno in cui ho smesso di pensare |
| 2022 | Mala                                           | Fred De Palma feat. Lazza, Tony Effe e Jvli                                                                            | PLC Tape 1                            |
| 2022 | Jump                                           | Lele Blade feat. Lazza                                                                                                 | Ambizione                             |
| 2022 | I soldi e la droga                             | Jake La Furia feat. Lazza                                                                                              | Ferro del mestiere                    |
| 2022 | Ferrari (remix)                                | James Hype e Miggy Dela Rosa feat. Lazza                                                                               | /                                     |
| 2022 | Prodotto                                       | Night Skinny feat. Ernia, Paky, Jake La Furia e Lazza                                                                  | Botox                                 |
| 2022 | Millesimati                                    | Night Skinny feat. Noyz Narcos, Lazza, Salmo e J Lord                                                                  | Botox                                 |
| 2022 | BTX Posse                                      | Night Skinny feat. Fabri Fibra, Ernia, Lazza, Tony Effe, Coez, Geolier, Guè, Paky, MamboLosco e L'immortale            | Botox                                 |
| 2022 | Compare                                        | Cancun feat. Lazza e Guè                                                                                               | Cancun                                |
| 2022 | Blue Cheese                                    | Rondodasosa feat. Lazza                                                                                                | Trenches Baby                         |
| 2022 | Vorrei                                         | Shiva feat. Lazza | Milano Demons                         |
| 2023 | Senz'anima (Nikita)                            | Emis Killa feat. Lazza                                                                                                 | Effetto notte                         |
| 2023 | Restare                                        | Baby Gang feat. Lazza                                                                                                  | Innocente                             |
| 2023 | Volgare                                        | Tedua feat. Lazza | La Divina Commedia                    |
| 2023 | Parole                                         | Drillionaire feat. Noemi, Lazza e Tedua                                                                                | 10                                    |
| 2023 | Fashion                                        | Drillionaire feat. Anna, Lazza, Tony Effe e Benny Benassi                                                              | 10                                    |
| 2023 | 10                                             | Drillionaire feat. Sfera Ebbasta e Lazza                                                                               | 10                                    |
| 2023 | G63                                            | Sfera Ebbasta feat. Lazza e Shiva                                                                                      | X2VR                                  |
| 2024 | Honey                                          | Tony Effe feat. Lazza e Capo Plaza                                                                                     | Icon                                  |
| 2024 | Sola                                           | Baby Gang feat. Lazza e Tedua                                                                                          | L'angelo del male                     |
| 2024 | Money Rain                                     | Capo Plaza feat. Lazza                                                                                                 | Ferite                                |
| 2024 | Hotline                                        | Salmo e Noyz Narcos feat. Lazza                                                                                        | Cult Hellraisers                      |
| 2024 | Idee chiare                                    | Geolier feat. Lazza | Dio lo sa                             |
| 2024 | Trema                                          | Night Skinny feat. Tedua e Lazza                                                                                       | Containers                            |
| 2025 | No vabbè                                       | Rose Villain feat. Lazza                                                                                               | Radio Vega                            |
| 2025 | Non c'è amore                                  | Rkomi feat. Lazza | Decrescendo                           |

## Video musicali
| Anno | Titolo                                                                 | Regista/i                                   |
| ---- | ---------------------------------------------------------------------- | ------------------------------------------- |
| 2016 | Wall Street Freestyle                                                  | Alexander Coppola                           |
| 2016 | DDA                                                                    | Antonio Zappadu                             |
| 2017 | Fuego                                                                  | Alexander Coppola                           |
| 2017 | Maleducati                                                             | Corrado Perria                              |
| 2017 | Ouverture                                                              | Alessandro Murdaca                          |
| 2017 | MOB (feat. Salmo e Nitro)                                              | Andrea Folino                               |
| 2017 | Lario                                                                  | Andrea Folino                               |
| 2017 | Diablo                                                                 | Igor Grbesic e Marc Lucas                   |
| 2018 | Porto Cervo                                                            | Andrea Folino                               |
| 2019 | Netflix                                                                | Enea Colombi                                |
| 2019 | Ouver2re                                                               | Andrea Folino                               |
| 2019 | Gigolò (feat. Sfera Ebbasta e Capo Plaza)                              | Marc Lucas e Igor Grbesic                   |
| 2020 | J                                                                      | Giulio Rosati                               |
| 2022 | Ouv3rture                                                              | Andrea Folino                               |
| 2022 | Panico (feat. Takagi & Ketra)                                          | Giulio Rosati                               |
| 2023 | Cenere                                                                 | Davide Vicari                               |
| 2023 | Zonda                                                                  | LateMilk                                    |
| 2023 | Bon ton (con Drillionaire e Blanco feat. Sfera Ebbasta e Michelangelo) | Davide Vicari                               |
| 2024 | 100 messaggi                                                           | YouNuts! (Antonio Usbergo e Niccolò Celaia) |
| 2024 | BBE (con Anna)                                                         | Giammarco Boscariol                         |
| 2024 | Exit (con Sick Luke e Duki)                                            | LateMilk                                    |
| 2024 | Zeri in più (Locura) (con Laura Pausini)                               | LateMilk                                    |